# Menedem d'Erètria
Menedem (en grec antic: Μενέδημος, llatí: Menedemus), fill de Clístenes, fou un filòsof grec nadiu d'Erètria, de la família dels teopròpides, però de naixement pobre. Va treballar en diversos oficis.
Es diu que, en un servei militar, fou enviat a Mègara, i allà va escoltar Plató i va abandonar l'exèrcit per dedicar-se a la filosofia; aquest extrem, per raons cronològiques, és dubtós, perquè Plató hauria mort sent Menedem un infant, però sí que pogué estudiar a l'Acadèmia platònica. Diògenes Laerci diu que va seguir Asclepíades de Fliünt a Mègara, a l'escola d'Estilpó. Fos com fos, va tornar a Erètria, on va establir una escola de filosofia anomenada Escola Erètria.
També va participar en la política local, i va arribar a dirigent de la ciutat. Va estar al capdavant d'ambaixades a Ptolemeu (segurament Ptolemeu Ceraune de Macedònia), Lisímac de Tràcia i Demetri Poliorcetes, del qual va obtenir una reducció del tribut. Els darrers anys de la seva vida va visitar Xipre, on regnava Nicocreont. Fou aliat d'Antígon II Gònates, a qui va agrair públicament en nom de la ciutat d'Erètria la seva victòria sobre els gals.
Sospitós de voler lliurar Erètria a Macedònia, segons una versió va fugir i es va refugiar al santuari d'Amfiarau a Oropos, però els beocis el van obligar a anar-se'n i va anar a la cort d'Antígon on va morir poc després; segons un altre relat, Erètria va caure en mans d'Antígon, i Menedem el va anar a visitar per demanar-li de restablir la llibertat de la ciutat. Com que no ho va aconseguir, es va suïcidar a 74 anys, vers el 275 aC.
Es va casar dues vegades. Es va divorciar de la seva primera dona per casar-se amb una de més distingida, quan va arribar a la direcció de l'estat. Amb la seva dona Oròpia (que no ser sap si fou la primera o la segona) va tenir tres filles.
De la seva filosofia només es coneix que era pròxim a la filosofia megàrica. No va deixar cap escrit.